# Le Manoir hanté
Pour le film Disney, voir Le Manoir hanté (film, 2023).
Pour plus de détails, voir Fiche technique et Distribution.
Le Manoir hanté (titre original : Haunted Spooks) est un court métrage de comédie américain, en noir et blanc et muet, réalisé par Alfred J. Goulding et Hal Roach et sorti en 1920. Ce film met en scène le comique Harold Lloyd.

## Synopsis
Une jeune femme hérite d'une belle propriété, mais à une condition particulière. Le testament précise que la maison ne sera véritablement à elle que si elle vit dedans, avec son mari, pendant un an sans interruption. Or, elle n'est pas mariée. Son avocat lui propose alors de lui présenter un pauvre bougre qui accepterait de jouer le rôle de son mari pendant un an. Mais, l'oncle de cette femme, qui hériterait de la propriété si elle ne revenait pas à sa nièce, est bien décidé à faire capoter l'affaire. Pour cela, il décide de faire croire que la maison est hantée et n'hésite pas à endosser le rôle du fantôme…

## Fiche technique
- Titre : Le Manoir hanté
- Titre original : Haunted Spooks
- Réalisation : Alfred J. Goulding, Hal Roach
- Scénario : H.M. Walker
- Musique : Robert Israel (pour l'édition vidéo de 2004)
- Photographie : Walter Lundin
- Production : Hal Roach, Rolin Films
- Pays de production :  États-Unis
- Genre : Comédie
- Durée : 25 minutes
- Dates de sortie :
  - États-Unis : 14 mars 1920
  - France: 5 janvier 1923

## Distribution
- Harold Lloyd : le faux mari
- Mildred Davis : la jeune femme
- Wallace Howe : l'oncle
- Sammy Brooks (non crédité)
- William Gillespie (non crédité)
- Dee Lampton : le maître d'hôtel enrobé (non crédité)
- Sam Lufkin : l'homme barbu (non crédité)
- Ernest Morrison (en) : le jeune garçon (non crédité)
- Marie Mosquini (non créditée)
- Charles Stevenson (non crédité)
- Blue Washington : le maître d'hôtel (non crédité)
- Noah Young (non crédité)

## Récompenses et distinctions

### Nominations
- Saturn Award 2006 :
  - Saturn Award de la meilleure collection DVD (au sein du coffret Harold Lloyd Collection)